# Selecció femenina de bàsquet de França

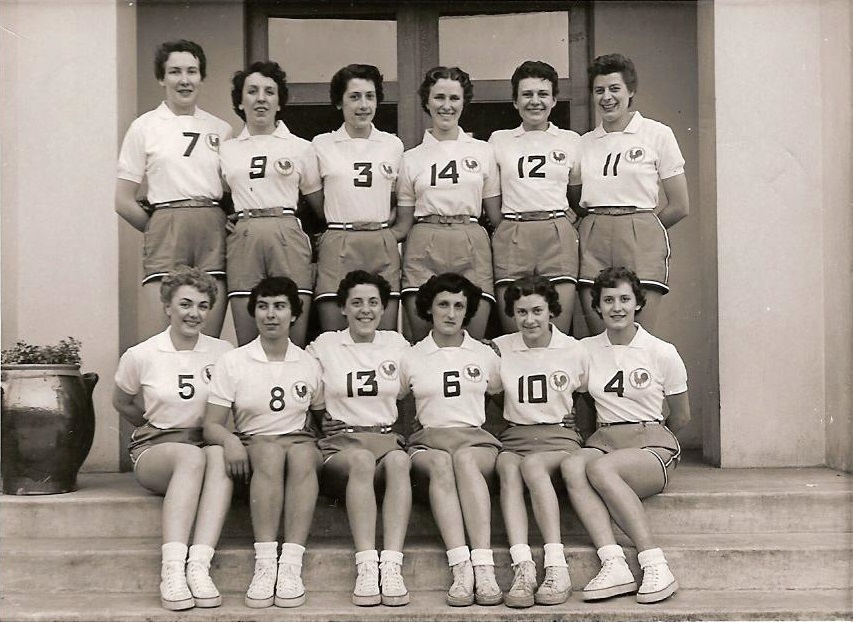
Imatge de la selecció de 1953

La selecció femenina de bàsquet de França representa França en les competicions internacionals de bàsquet. Ha guanyat 3 medalles en 5 participacions als Jocs Olímpics, 1 medalla de bronze en el Campionat del Món i 12 medalles (2 d'or) en el Campionat d'Europa.
Céline Dumerc, amb 262 partits jugats, és la jugadora amb més aparicions internacionals amb la samarreta de la selecció francesa, mentre que Sandrine Gruda, amb 2.878 punts anotats, és la màxima encistelladora en la història de la selecció nacional.

## Historial

### Jocs Olímpics
| Edicio | Any  | Seu            | Posició              | J                    | G                    | P                    | PF                   | PC                   | DP                   |
| ------ | ---- | -------------- | -------------------- | -------------------- | -------------------- | -------------------- | -------------------- | -------------------- | -------------------- |
| XXI    | 1976 | Montreal       | No es va classificar | No es va classificar | No es va classificar | No es va classificar | No es va classificar | No es va classificar | No es va classificar |
| XXII   | 1980 | Moscou         | No es va classificar | No es va classificar | No es va classificar | No es va classificar | No es va classificar | No es va classificar | No es va classificar |
| XXIII  | 1984 | Los Angeles    | No es va classificar | No es va classificar | No es va classificar | No es va classificar | No es va classificar | No es va classificar | No es va classificar |
| XXIV   | 1988 | Seül           | No es va classificar | No es va classificar | No es va classificar | No es va classificar | No es va classificar | No es va classificar | No es va classificar |
| XXV    | 1992 | Barcelona      | No es va classificar | No es va classificar | No es va classificar | No es va classificar | No es va classificar | No es va classificar | No es va classificar |
| XXVI   | 1996 | Atlanta        | No es va classificar | No es va classificar | No es va classificar | No es va classificar | No es va classificar | No es va classificar | No es va classificar |
| XXVII  | 2000 | Sydney         | 5a posició           | 7                    | 5                    | 2                    | 397                  | 355                  | +42                  |
| XXVIII | 2004 | Atenes         | No es va classificar | No es va classificar | No es va classificar | No es va classificar | No es va classificar | No es va classificar | No es va classificar |
| XXIX   | 2008 | Pequín         | No es va classificar | No es va classificar | No es va classificar | No es va classificar | No es va classificar | No es va classificar | No es va classificar |
| XXX    | 2012 | Londres        | 2                    | 8                    | 7                    | 1                    | 558                  | 537                  | +21                  |
| XXXI   | 2016 | Rio de Janeiro | 4a posició           | 8                    | 4                    | 4                    | 479                  | 492                  | -13                  |
| XXXII  | 2020 | Tòquio         | 3                    | 6                    | 3                    | 3                    | 468                  | 456                  | +12                  |
| XXXIII | 2024 | París          | 2                    | 6                    | 4                    | 2                    | 453                  | 400                  | +53                  |

### Campionat del Món
| Edició | Any  | Seu             | Posició              | J                    | G                    | P                    | PF                   | PC                   | DP                   |
| ------ | ---- | --------------- | -------------------- | -------------------- | -------------------- | -------------------- | -------------------- | -------------------- | -------------------- |
| I      | 1953 | Xile            | 3                    | 6                    | 4                    | 2                    | 289                  | 198                  | +91                  |
| II     | 1957 | Brasil          | No es va classificar | No es va classificar | No es va classificar | No es va classificar | No es va classificar | No es va classificar | No es va classificar |
| III    | 1959 | Unió Soviètica  | No es va classificar | No es va classificar | No es va classificar | No es va classificar | No es va classificar | No es va classificar | No es va classificar |
| IV     | 1964 | Perú            | 10a posició          | 8                    | 3                    | 5                    | 294                  | 451                  | -157                 |
| V      | 1967 | Txecoslovàquia  | No es va classificar | No es va classificar | No es va classificar | No es va classificar | No es va classificar | No es va classificar | No es va classificar |
| VI     | 1971 | Brasil          | 6a posició           | 9                    | 3                    | 6                    | 535                  | 572                  | -37                  |
| VII    | 1975 | Colòmbia        | No es va classificar | No es va classificar | No es va classificar | No es va classificar | No es va classificar | No es va classificar | No es va classificar |
| VIII   | 1979 | Corea del Sud   | 7a posició           | 8                    | 2                    | 6                    | 531                  | 589                  | -58                  |
| IX     | 1983 | Brasil          | No es va classificar | No es va classificar | No es va classificar | No es va classificar | No es va classificar | No es va classificar | No es va classificar |
| X      | 1986 | Unió Soviètica  | No es va classificar | No es va classificar | No es va classificar | No es va classificar | No es va classificar | No es va classificar | No es va classificar |
| XI     | 1990 | Malàisia        | No es va classificar | No es va classificar | No es va classificar | No es va classificar | No es va classificar | No es va classificar | No es va classificar |
| XII    | 1994 | Austràlia       | 9a posició           | 8                    | 6                    | 2                    | 652                  | 538                  | +114                 |
| XIII   | 1998 | Alemanya        | No es va classificar | No es va classificar | No es va classificar | No es va classificar | No es va classificar | No es va classificar | No es va classificar |
| XIV    | 2002 | Xina            | 8a posició           | 9                    | 4                    | 5                    | 687                  | 635                  | +52                  |
| XV     | 2006 | Brasil          | 5a posició           | 9                    | 5                    | 4                    | 638                  | 640                  | -2                   |
| XVI    | 2010 | República Txeca | 6a posició           | 9                    | 5                    | 4                    | 565                  | 458                  | +107                 |
| XVII   | 2014 | Turquia         | 7a posició           | 7                    | 4                    | 3                    | 461                  | 425                  | +36                  |
| XVIII  | 2018 | Espanya         | 5a posició           | 7                    | 5                    | 2                    | 532                  | 476                  | +56                  |
| XIX    | 2022 | Austràlia       | 7a posició           | 6                    | 3                    | 3                    | 389                  | 381                  | +8                   |
| XX     | 2026 | Alemanya        |                      |                      |                      |                      |                      |                      |                      |

### Campionat d'Europa
| Edició  | Any  | Seu                               | Posició              | J                    | G                    | P                    | PF                   | PC                   | DP                   |
| ------- | ---- | --------------------------------- | -------------------- | -------------------- | -------------------- | -------------------- | -------------------- | -------------------- | -------------------- |
| I       | 1938 | Itàlia                            | 4a posició           | 4                    | 1                    | 3                    | 94                   | 96                   | -2                   |
| II      | 1950 | Hongria                           | 4a posició           | 7                    | 4                    | 3                    | 286                  | 328                  | -42                  |
| III     | 1952 | Unió Soviètica                    | 7a posició           | 7                    | 5                    | 2                    | 236                  | 202                  | +34                  |
| IV      | 1954 | Iugoslàvia                        | 6a posició           | 8                    | 2                    | 6                    | 380                  | 354                  | +26                  |
| V       | 1956 | Txecoslovàquia                    | 7a posició           | 8                    | 4                    | 4                    | 422                  | 435                  | -13                  |
| VI      | 1958 | Polònia                           | 6a posició           | 7                    | 1                    | 6                    | 283                  | 457                  | -174                 |
| VII     | 1960 | Bulgària                          | No es va classificar | No es va classificar | No es va classificar | No es va classificar | No es va classificar | No es va classificar | No es va classificar |
| VIII    | 1962 | França                            | 8a posició           | 5                    | 1                    | 4                    | 225                  | 273                  | -48                  |
| IX      | 1964 | Hongria                           | 10a posició          | 5                    | 0                    | 5                    | 229                  | 253                  | -24                  |
| X       | 1966 | Romania                           | 11a posició          | 7                    | 2                    | 5                    | 386                  | 424                  | -38                  |
| XI      | 1968 | Itàlia                            | 11a posició          | 8                    | 2                    | 6                    | 433                  | 431                  | +2                   |
| XII     | 1970 | Països Baixos                     | 2                    | 7                    | 5                    | 2                    | 397                  | 459                  | -62                  |
| XIII    | 1972 | Bulgària                          | 4a posició           | 8                    | 5                    | 3                    | 425                  | 393                  | +32                  |
| XIV     | 1974 | Itàlia                            | 7a posició           | 8                    | 3                    | 5                    | 454                  | 472                  | -18                  |
| XV      | 1976 | França                            | 4a posició           | 6                    | 3                    | 3                    | 343                  | 351                  | -8                   |
| XVI     | 1978 | Polònia                           | 4a posició           | 8                    | 5                    | 3                    | 568                  | 591                  | -23                  |
| XVII    | 1980 | Iugoslàvia                        | 11a posició          | 7                    | 3                    | 4                    | 411                  | 441                  | -30                  |
| XVIII   | 1981 | Itàlia                            | No es va classificar | No es va classificar | No es va classificar | No es va classificar | No es va classificar | No es va classificar | No es va classificar |
| XIX     | 1983 | Hongria                           | No es va clasificar  | No es va clasificar  | No es va clasificar  | No es va clasificar  | No es va clasificar  | No es va clasificar  | No es va clasificar  |
| XX      | 1985 | Itàlia                            | 8a posició           | 7                    | 3                    | 4                    | 320                  | 418                  | -98                  |
| XXI     | 1987 | Espanya                           | 8a posició           | 7                    | 2                    | 5                    | 455                  | 553                  | +98                  |
| XXII    | 1989 | Bulgària                          | 8a posició           | 5                    | 1                    | 4                    | 292                  | 373                  | -81                  |
| XXIII   | 1991 | Israel                            | No es va classificar | No es va classificar | No es va classificar | No es va classificar | No es va classificar | No es va classificar | No es va classificar |
| XXIV    | 1993 | Itàlia                            | 2                    | 5                    | 4                    | 1                    | 308                  | 304                  | +4                   |
| XXV     | 1995 | Txèquia                           | 11a posició          | 6                    | 2                    | 4                    | 394                  | 430                  | -36                  |
| XXVI    | 1997 | Hongria                           | No es va classificar | No es va classificar | No es va classificar | No es va classificar | No es va classificar | No es va classificar | No es va classificar |
| XXVII   | 1999 | Polònia                           | 2                    | 8                    | 6                    | 2                    | 497                  | 425                  | +72                  |
| XXVIII  | 2001 | França                            | 1                    | 8                    | 8                    | 0                    | 626                  | 488                  | +138                 |
| XXIX    | 2003 | Grècia                            | 5a posició           | 8                    | 5                    | 3                    | 629                  | 561                  | +68                  |
| XXX     | 2005 | Turquia                           | 5a posició           | 8                    | 6                    | 2                    | 559                  | 485                  | +74                  |
| XXX!    | 2007 | Itàlia                            | 8a posició           | 9                    | 4                    | 5                    | 564                  | 549                  | +15                  |
| XXXII   | 2009 | Letònia                           | 1                    | 9                    | 9                    | 0                    | 568                  | 514                  | +54                  |
| XXXIII  | 2011 | Polònia                           | 3                    | 9                    | 6                    | 3                    | 602                  | 518                  | +84                  |
| XXXIV   | 2013 | França                            | 2                    | 9                    | 8                    | 1                    | 630                  | 489                  | +141                 |
| XXXV    | 2015 | Hongria Romania                   | 2                    | 10                   | 8                    | 2                    | 698                  | 638                  | +60                  |
| XXXVI   | 2017 | Txèquia                           | 2                    | 6                    | 5                    | 1                    | 412                  | 354                  | +58                  |
| XXXVII  | 2019 | Letònia Sèrbia                    | 2                    | 6                    | 5                    | 1                    | 446                  | 401                  | +45                  |
| XXXVIII | 2021 | França Espanya                    | 2                    | 6                    | 5                    | 1                    | 468                  | 364                  | +104                 |
| XXXIX   | 2023 | Israel Eslovènia                  | 3                    | 6                    | 5                    | 1                    | 428                  | 356                  | +72                  |
| XL      | 2025 | Txèquia Alemanya Itàlia Grècia    | 4a posició           | 6                    | 4                    | 2                    | 475                  | 357                  | +118                 |
| XLI     | 2027 | Bèlgica Finlàndia Suècia Lituània |                      |                      |                      |                      |                      |                      |                      |

## Jugadores amb més partits
Actualitzat el 12 de juliol de 2025:
| Posició | Jugadora            | Partits | Punts |
| ------- | ------------------- | ------- | ----- |
| 1       | Céline Dumerc       | 262     | 1727  |
| 2       | Paoline Ékambi      | 254     | 2321  |
| 3       | Elisabeth Riffiod   | 247     | 2478  |
| 4       | Yannick Souvre      | 243     | 1429  |
| 5       | Cathy Melain        | 241     | 2439  |
| 6       | Jacqueline Delachet | 239     | 313   |
| 7       | Nwal-Endéné Miyem   | 235     | 2157  |
| 8       | Sandrine Gruda      | 225     | 2878  |
| 9       | Nathalie Lesdema    | 222     | 1299  |
| 10      | Sandra Le Drean     | 214     | 1651  |

## Jugadores amb més punts
Actualitzat el 12 de juliol de 2025:
| Posició | Jugadora             | Punts | Partits |
| ------- | -------------------- | ----- | ------- |
| 1       | Sandrine Gruda       | 2878  | 225     |
| 2       | Isabelle Fijalkowski | 2567  | 204     |
| 3       | Elisabeth Riffiod    | 2478  | 247     |
| 4       | Cathy Melain         | 2439  | 241     |
| 5       | Jacky Chazalon       | 2334  | 189     |
| 6       | Paoline Ékambi       | 2321  | 254     |
| 7       | Irène Guidotti       | 2288  | 205     |
| 8       | Nwal-Endéné Miyem    | 2157  | 235     |
| 9       | Odile Santaniello    | 1883  | 141     |
| 10      | Céline Dumerc        | 1727  | 262     |